# Peter Marcasiano
 (novembre 2021).
Peter Antony Marcasiano est un artiste américain né en 1921 en Italie et mort en France en 1984. Il a émigré très jeune avec ses parents aux États-Unis et a fini ses jours en France. Il est l'oncle de la styliste américaine Mary Jane Marcasiano (en) et le père de Colombe Marcasiano, artiste elle aussi. Son travail a fait l'objet de plusieurs expositions à la Galerie Welz à Salzbourg et d'une édition monographique dans les années 60.

## Biographie
Peter Marcasiano est né le 18 novembre 1921 à Foiano di Val Fortore, dans la Province de Bénévent, en Italie. Son père, Michele Marcasiano, maçon, partira retrouver ses frères qui vivent aux États-Unis. Sa mère, Maria, rejoint son mari en 1923 accompagnées de ses deux enfants. La famille s’installe à Jersey City dans le New Jersey.
Peter est mobilisé par l’armée en 1942 et va faire son service en Alaska.
Vers 1945, il part étudier à Los Angeles et rentre dans la Chouinard Art Institute.
Il retourne à New York en 1948 où il étudie à l’Art Students League auprès de l'artiste Japonais Yasuo Kuniyoshi.
En 1950, Peter Marcasiano part pour l’Europe. Il voyage beaucoup entre Paris, Florence et Rome, Amsterdam, Londres, la Grèce, l’Allemagne et l’Autriche.
En Italie, il découvre la peinture de Masaccio qu’il proclame comme son “maître” et s’inscrit à l’Académie de Florence auprès du peintre expressionniste italien Ottone Rosai.
À Paris, il s’inscrit à La Grande Chaumière et rencontre André Lhote chez qui il va étudier pendant quelques mois.

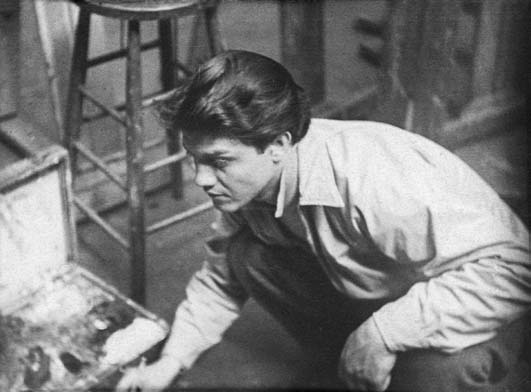
Peter Marcasiano dans son atelier en 1945

En 1951, il est un des élèves de l'atelier parisien de Fernand Léger. Par la suite le nom de Peter est cité dans le catalogue de l'exposition Paris - Paris (1937-1957) Création en France du Centre Georges Pompidou.

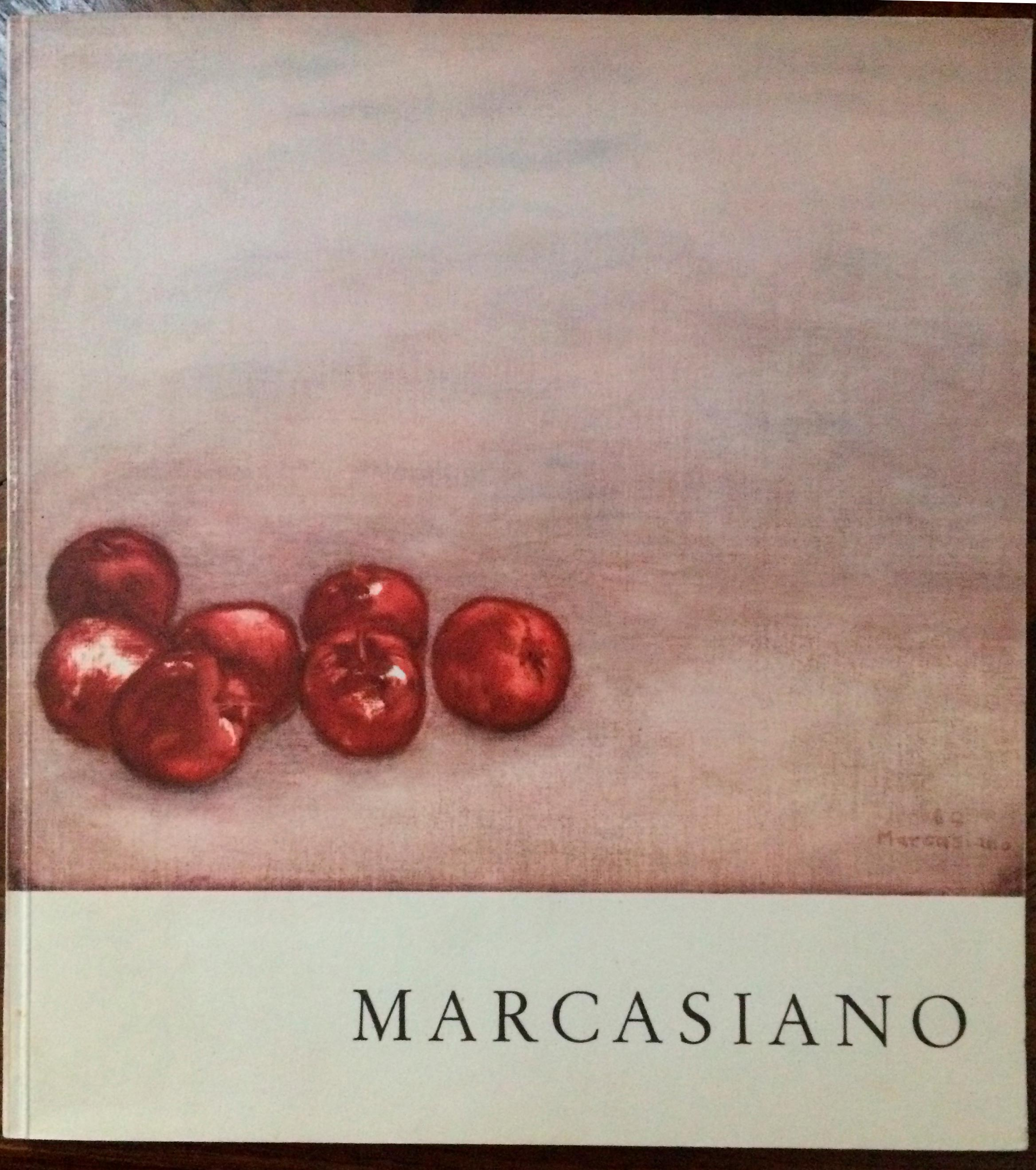
Peter Marcasiano catalogue galerie Welz 1960

En 1959, il fait la connaissance du marchand d'art autrichien Friedrich Welz (de) qui tient une galerie d'art à Salzbourg. Une première exposition personnelle lui est consacrée, en 1960, et un catalogue est édité ; ainsi commence une collaboration avec la Galerie Welz qui durera quelques années.
Il s’installe à Paris avec Denise Blanchet en 1968. Ils vivent rue de Belleville et ont une fille, Colombe, née en février 1974. Ils s’installeront boulevard Barbès en 1978.
Peter va réaliser un ensemble considérable de son travail durant ces années-là.
La maison est son atelier, il peint de petits formats sur châssis et de plus grandes toiles. Il y aura aussi de nombreuses œuvres sur papier, dessins, collages et quelques lithographies. Il meurt en 1984 à Massy (Essonne).

## Œuvres

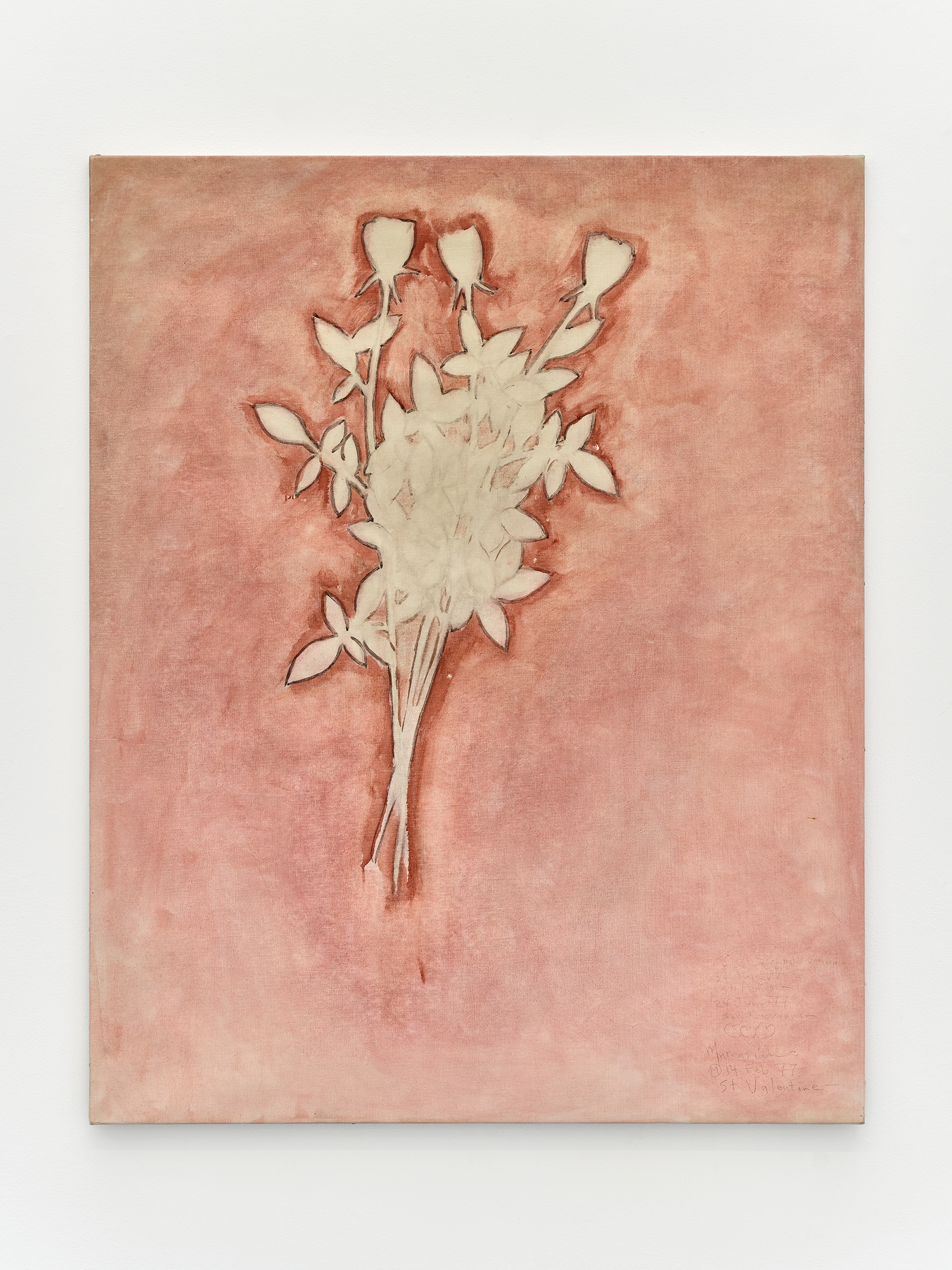
Peter Marcasiano, trois roses liées, 1977

Le travail de Peter Marcasiano sera montré une première fois sous la forme d'une exposition personnelle, à la Galerie Welz, à Salzburg, en 1960. En 2010, une toile est présentée au Centre Pompidou, dans le cadre de l'exposition Les promesses du passé, avec la complicité de Anka Ptaszkowska, François Guinochet et Michel Claura qui représentait la Galerie 1-36. Treize ans plus tard, en 2023, cette même toile représentant des poissons est montrée dans l'exposition Anka au cas par cas au Musée d'art moderne de Varsovie.
Puis il y aura une exposition hommage intitulé Family Affair, dans l’appartement de Peter et Denise, organisée par leur fille Colombe, en 2018.
En décembre 2021, l’exposition Début d'hiver, donne à voir un ensemble de toiles de Peter Marcasiano, en duo avec les jeunes artistes de Xolo Cuintle, un choix du commissaire Joël Riff invité par Double Séjour.
Par la suite en 2022, une exposition personnelle de Peter Marcasiano, a lieu à la Galerie Valentin Paris, qui donne à voir un ensemble de toiles de différents formats ainsi que des dessins et collages.

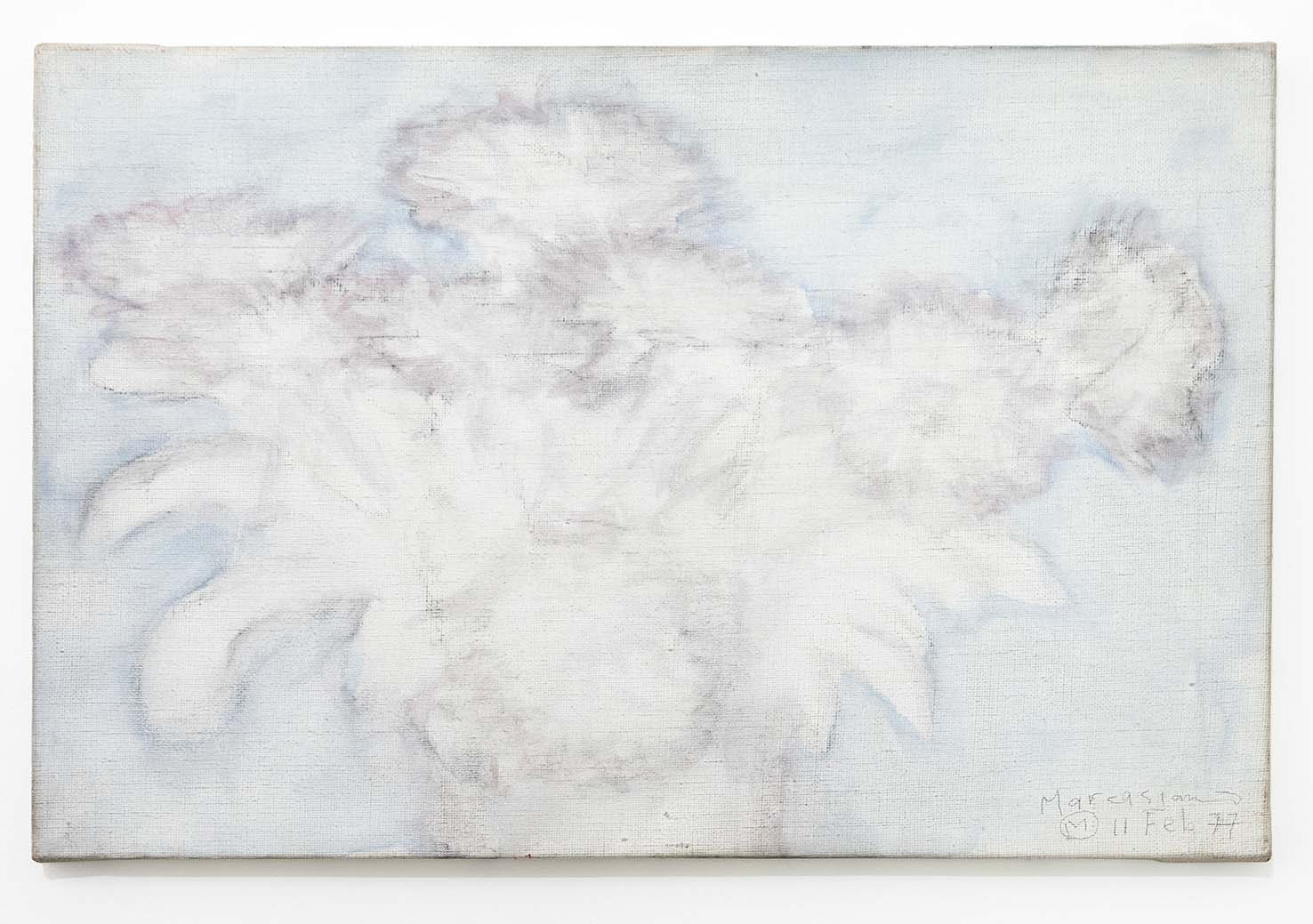
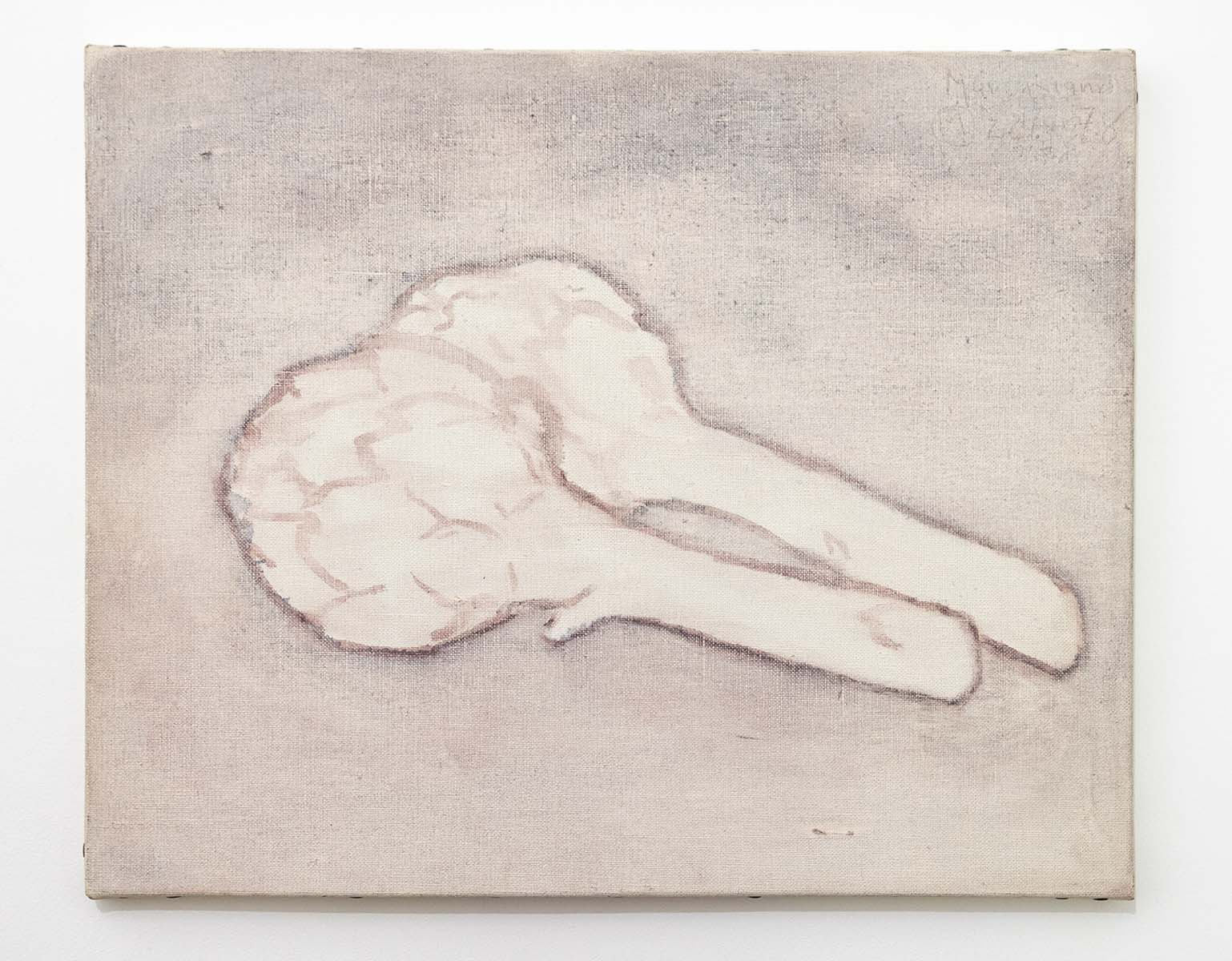
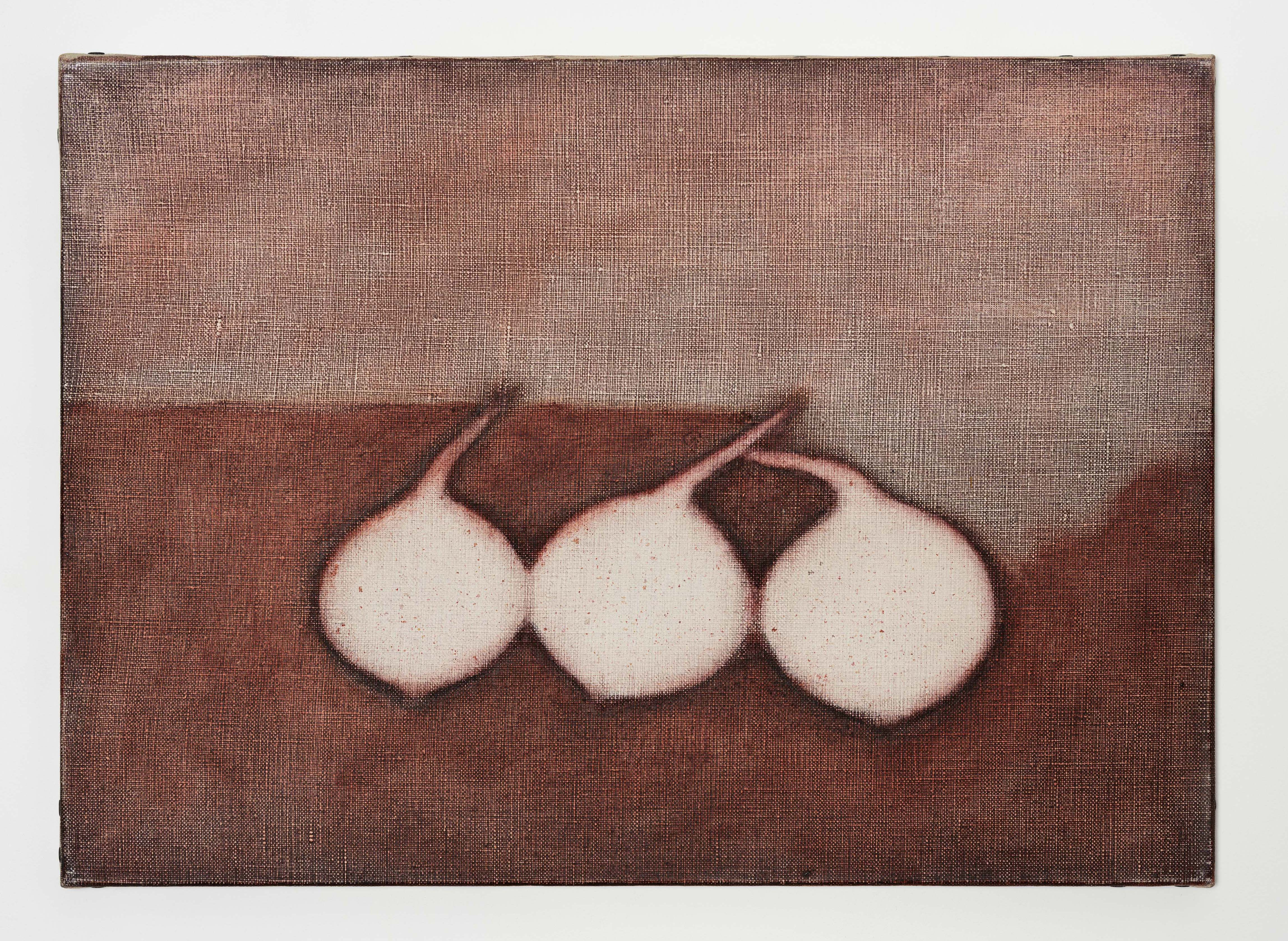

Son œuvre très singulière surprend certains et éblouit d'autres.
" Peter Marcasiano peint la lumière des choses. Il fait rayonner des objets par famille, affirmant pour chaque composition un noyau irréductible, éternisé sur la toile, simplement là. Et si le sujet apparaît isolé, il n'est pas véritablement seul, relié par sa facture à une production d'une grande homogénéité, garantissant unité, constance, dans la forme et dans le temps."  (..) extrait du texte de Joël Riff pour l'exposition "Nature morte"à la Galerie Valentin Paris. 